# Cribrus concinnus
Cribrus concinnus är en insektsart som beskrevs av Sanders och Delong 1917. Cribrus concinnus ingår i släktet Cribrus och familjen dvärgstritar. Inga underarter finns listade i Catalogue of Life.